# 神谷俊一
神谷 俊一（かみや しゅんいち、1973年〈昭和48年〉8月31日 - ）は、日本の自治・総務官僚、政治家。千葉市長（2期）。
元佐賀市副市長、元千葉市副市長。

## 来歴

### 生い立ち
愛知県知多郡武豊町出身。愛知県立半田高等学校、東京大学経済学部卒業後、1996年、旧自治省に入省。
1996年7月、山梨県総務部市町村課。2001年、在ヨルダン日本国大使館在勤。2004年、佐賀県農林水産商工本部新産業課長、2006年同経営支援本部財務課長、2007年同本部副本部長。2008年、総務省自治財政局財務調査課課長補佐。2010年佐賀市副市長。2012年、総務省自治行政局地域政策課理事官。2013年、千葉市経済農政局経済部長、2014年同経済農政局長、2015年、千葉市副市長。2018年、消防庁国民保護・防災部広域応援室長。2019年、総務省自治行政局住民制度課個人番号カード企画官兼外国人住民基本台帳室長。

### 千葉市長
2020年（令和2年）11月、総務省を辞職。千葉県知事選挙出馬に伴い辞職の意向を示した千葉市長の熊谷俊人に熊谷全面支持母体であった連合や市民会派も含めた後援を頼みこみ、同年11月25日、千葉市長選挙への立候補を正式に表明。熊谷はその強い懇願を受け「私の市政を支えていただいた極めて有能な方が立ち上がっていただくと期待している」と神谷に言及した。
2021年3月21日の投開票の結果、自由民主党所属千葉市議会議員の小川智之、日本共産党地区委員の大野隆を破り初当選した。同月22日、千葉市選挙管理委員会による当選人の告示がなされ、同日から千葉市長となった。
2025年3月16日に執行された千葉市長選挙に立候補し、85％を超える得票率で再選された。

## 政策
- 消防庁国民保護・防災部での経験を活かし、危機管理と災害に強い都市づくりを掲げる[15]。
- 新型コロナウイルス対応を含めた危機管理体制づくりと、雇用創出と福祉充実を県市間連携のもと実現することを訴えている[16]。
- 特に厳しい状況にある子どもたち等の支援を強化することを表明し、児童相談所の2か所体制化による児童虐待対策の強化、発達障害がある方への支援、不登校児童・生徒に対する支援、公立夜間中学の設置を掲げる。

## 実績

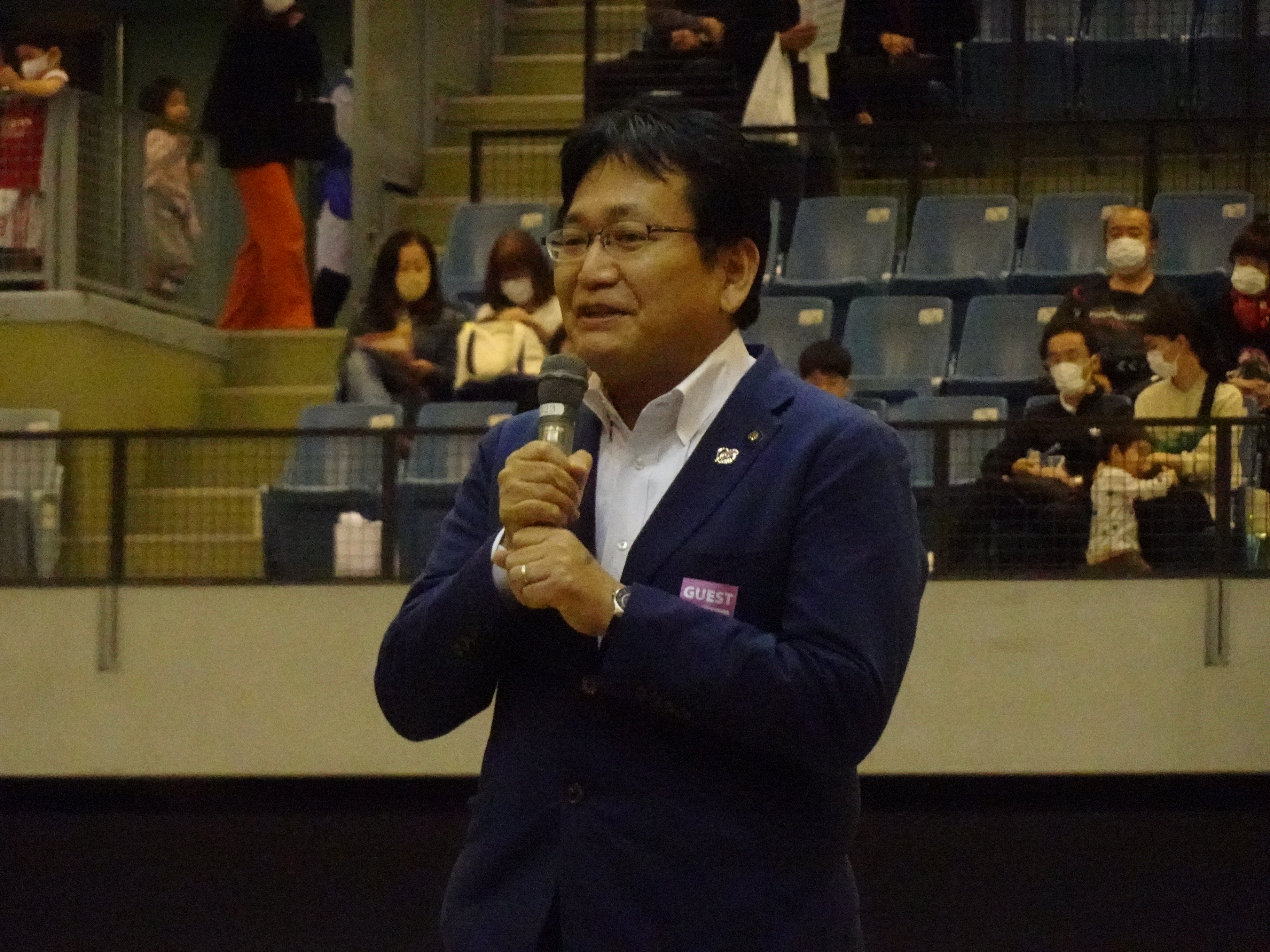
2022年10月10日、千葉ポートアリーナで開催された大相撲の秋巡業で千葉市長として挨拶する神谷俊一

- 世界最大のアクションスポーツの国際競技会X GAMES CHIBA 2022[17]の日本初の誘致に成功[18]。2022年4月22日(金)〜24日(日)にZOZOマリンスタジアムで開催。
- 日本4大ロックフェス[19]のうち2つを千葉市で開催することに成功。
  - ロック･イン・ジャパン・フェスティバル2022を新たに誘致。(2022年8月6日(土)・7日(日)・11日(木・祝)・12日(金)・13日(土))千葉市蘇我スポーツ公園。[20]
  - SUMMER SONIC 2022を昨年に引き続き開催。(2022年8月20日(土)・21日(日))ZOZOマリンスタジアムおよび幕張メッセ。[21]
- 環境省の事業である脱炭素先行地域に選定。[22]既に市内約140ヶ所の避難所に設置済みの太陽光発電、蓄電池システム[23]を市関連施設へ拡充する事に加え、広域民間住宅群への太陽光発電施設を設置し、千葉都市モノレールの線路に電力網を配し直流送電によるマイクログリッド網を構築。千葉市動物公園におけるバイオマス発電なども加え市域全体で脱炭素の取り組みを進めた結果、市が所有するおよそ750の施設で温室効果ガスの排出量を実質、2030年迄にゼロにする「脱炭素」の目標について、2026年4月にも実質ゼロを達成できる見通しになったと発表[24]。

## 人物
- 家族は妻、息子2人[16]。
- 趣味は料理、卓球、山登り。得意料理は「ミートローフ」。[16]。
- 座右の銘は「一隅（いちぐう）を照らす」（誰も注目しないような物事に取り組む人こそ尊いの意）[16]。
- 東京大学時代はオリエンテーリングクラブに所属した[25]。